# 2010年中国における日本人死刑執行問題
2010年中国における日本人死刑執行問題（2010ねん ちゅうごくにおける にほんじんまやくみつゆはん しけいしっこうもんだい）とは、中華人民共和国（以下、中国）で麻薬密輸を企てたとして有罪になった日本人に対し死刑の判決が下され、2010年に死刑が執行されたことに対する一連の出来事。

## 事件の概要

### 中国における日本人死刑囚
2010年3月時点で、中国で執行猶予のない死刑 が確定した日本人は4人いた。4人のうち3人は、それぞれ2003年から2006年の間に覚醒剤を日本に密輸しようとした疑いで逮捕・起訴され、いずれも2007年に死刑が確定した。
残りの1人も、同じく覚醒剤約2.5キログラムを日本に密輸しようとした疑いで2006年に逮捕・起訴され、2009年に死刑が確定した。罪名は4人とも麻薬密輸罪（日本の営利目的麻薬輸出罪または営利目的覚醒剤輸出罪に相当）であった。
2010年3月29日、中国当局は2009年に死刑が確定し、遼寧省大連の拘置施設に収監されていた日本人死刑囚の死刑執行を日本政府に通告、さらに同年4月1日には残りの3人についても死刑執行を通告した。
その後、4月6日に日本人1人の死刑が執行され、更に4月9日に残る3人も死刑が執行された。
今回、死刑が執行された4人を以下に掲げる（出身地及び2010年4月時点の年齢。仮名はABC順。）。
A（大阪府出身 65歳）
大連の拘置施設に収監。2009年4月に麻薬密輸罪で死刑が確定。別の日本人男性（懲役15年が確定）と共謀し、2006年9月20日に大連周水子国際空港から大阪・関西国際空港に向けて帰国しようとしたところ、税関で覚醒剤2.5キログラムを茶筒に隠し持っているところを発見された。
中国当局によれば、Aは遼寧省丹東や吉林省延辺朝鮮族自治州延吉など北朝鮮との中朝国境の町を訪問しており、当局にマークされていた。また、Aから押収した覚醒剤は粗悪品の中国製ではなく、国営企業製造による純度の高い北朝鮮製であったという。
報道によれば、Aは不動産業などを営んで1990年代頃には大変羽振りが良かったが、事件直前には事業の失敗などで多額の負債を負っており、暴力団関係者から何らかの依頼を受けたとみられている。
2010年3月29日に、中国当局から最初に1週間後の死刑執行が日本国政府に通告されたが、4月5日には家族への面会を許可され、死刑執行は延期された。その後、4月6日に死刑が執行された。
中国側は日本国政府に、銃殺刑ではなく薬殺刑で執行すると伝えており、これは遼寧省では2009年12月に死刑執行方法として銃殺刑が廃止されたためであるという。
B（名古屋市出身 67歳）
大連の拘置施設に収監。2007年1月に麻薬密輸罪で死刑が確定。中国当局によれば、Bは日本側密売組織の主犯格とされており、2003年6月に大連で仕入れた約5キログラムの覚醒剤を、日本人5人の「運び屋」に指示し日本に密輸しようとしたという。
Bは名古屋市で発生した刀剣収集家強盗殺害事件で、実行犯に盗みを教唆したとして1999年に懲役3年の実刑判決を受けた。出所後の2002年から2003年にかけて愛知県や福岡県で発生した日中混成強盗団事件の主犯格として愛知県警察などから指名手配されていたが、2002年頃に中国に出国していた。なお、後述のCとDはBの一味であるとされていることから、3人同時期の死刑執行になったといえる。
またDはBの知人で、1995年に発生した未解決の八王子スーパー強盗殺人事件に関し「知り合いの中国人3人が事件に関与した」と、中国公安当局に証言したと報じられる。そのため2009年9月に警視庁が事情聴取するため捜査員を派遣したが、事件の真相解明には至っていないとされる。八王子の事件について、何らかの事情を知っているともされていた。
C（福島県出身 67歳）
瀋陽の拘置施設に収監。2004年2月に麻薬密輸罪で一審で死刑が言渡され、2007年10月に死刑が確定。中国当局によれば、Cは2003年7月29日に瀋陽桃仙国際空港に日本行きの航空機に搭乗しようとした際に、覚醒剤1.25キログラムを腰ベルトに隠しているところを発見され拘束された。この際、一緒にいた別の氏名不詳の日本人男性がいたが、こちらは逃走した。日本にいた当時は、ホームレスで運び屋として中国に入国したとされている。「副食品代金1,000人民元（当時の為替レートで約15,000円）を毎月支払わないといけないが、食事はうまいし段ボール生活よりはるかにマシ」というコメントを2007年に寄せている。
D（岐阜県出身 48歳）
大連の拘置施設に収監。2006年12月に、麻薬密輸罪で死刑が確定。中国当局によれば、Dは2003年7月にBから受け取った覚醒剤約1.5キログラムを持って、大連の空港に到着したところを拘束された。八王子の事件について、何らかの事情を知っているともされていた。

### 日本人に対する死刑執行
日本人死刑囚4人のうち、最初に大阪府出身のAに死刑が執行されたが、中国で日本人に対して死刑が執行されたのは、1972年の日中国交正常化以降初めてのことであり、外務省によると、薬物犯罪を巡って日本国外で日本人に死刑が執行されたのも初めてのことである。なお、中国メディアの報道では、中国で刑事事件で日本人に死刑が執行されたのは1950年の国慶節に毛沢東暗殺を計画したとして処刑された時以来であるという。

### 日本国政府の対応
中国政府の死刑執行の通告に対し、岡田克也外務大臣は、4月2日に程永華駐日特命全権大使を外務省に呼び、日本国民の対中感情に悪影響を与えかねないと懸念を伝えた。
4月3日に開催された「日中財務対話」で、菅直人副総理兼財務大臣が、温家宝首相と会談した際、菅は「やや日本の場合の基準より罰則が厳しいと思っている人がいる」と懸念を表明したが、温首相は「中国の法律に基づいてのことだ。何千人もの命を危険にさらす重大な犯罪だが、抑制的な姿勢で臨んでいる」と日本側に理解を求めたという。
鳩山由紀夫内閣総理大臣は執行前の6日朝に、「執行は日本から見れば残念なこと」と指摘しつつも「ある意味でいかんともしがたいところもある」と述べ、死刑執行は中国の内政問題であるとした。一連の日本政府の対応は、中国を牽制する姿勢を日本国内に見せることで対中感情の悪化を避け、中国にも日本側への配慮を促す狙いがあったという指摘がある。
また政府内には「どの罪にどの程度の刑罰を科すかは中国の主権に属する問題」であるとして、中国政府に対し日本政府として、日本人に対する死刑執行に関する正式抗議は見送られたという。
このような、消極的ともいえる日本政府の対応について、国際人権団体アムネスティ・インターナショナル日本支部は、「日本の死刑制度を守るためとしか考えられない。日本は執行停止をきちんと求めるべきだ」と指摘している。
また、一橋大学大学院の王雲海は、日本人死刑囚を同じ時期に執行したことについて「（日本人）一人目の執行を伝えても、日本側にそれほど反発がおきなかったので、（4人とも）いっせいにやっても大丈夫という判断があったのではないか」と述べている。なお後述のように、2009年12月には自国民が処刑された際のイギリス政府の対応は、中国政府に強い姿勢で死刑回避を求めており、深刻な二国間問題となった。それに比べると日本政府の対応との差は歴然である。

## 死刑執行をめぐる両国世論

### 中国の国内世論
早期に死刑執行を決定した背景として、自国民に対しては死刑を執行するのに、外国人に対しては人権問題になることを恐れて死刑を執行しないことに対する国内の世論に配慮したとの指摘がある。死刑執行命令を出した中国最高人民法院（最高裁判所）は、「全ての個人は国籍にかかわらず、平等に中国の法律が適用される。薬物犯罪に対する死刑維持が犯罪を抑止した」との見解を発表している。
また外国人に対する厳格な死刑の執行は中国国内のネット世論への対策でもあるという。これは外国人への特別扱いは「死刑天国」であると批判される国際世論への屈服と捉えかねないとのいうもので、ネット上の掲示板へは支持の声が多数集まっており、「麻薬の日本流入を食い止めたのだから、日本は中国に感謝すべきだ」などの執行を強く支持する意見も見られた。

### 日本の国内世論
日本も中国と同様に死刑制度存置国であるが日本では麻薬犯罪の最高刑は無期懲役であり、死刑になることはありえないため中国の死刑執行に対し非難する声があった。日本弁護士連合会は「日本は死刑存置国ではあるが、同様の犯罪なら無期懲役が最高刑で死刑の対象ではない。国際人権規約でも死刑は『最も重大な犯罪』に限るべきだとしており、少なくとも人命が奪われる結果が生じていなければ、死刑を科すべきではない」と主張した。
アムネスティ・インターナショナル日本支部は「秘密主義による透明性の欠如、政府の厳格な対応を誇示するための恣意的な死刑執行、死刑適用犯罪が広範囲に渡ること、国際基準に沿った公正な裁判がまったく行われていないことなど、多くの深刻な問題がある」として、この事件を含めて中国政府が行ってきたすべての死刑の執行に対する抗議声明を発表した。
東京新聞4月2日の社説は「中国異質論を助長する」と中国政府の人権や自由といった価値観が他国と異なっていることから、摩擦を引き起こすだろうと説き、読売新聞4月3日の社説は「日本国民の対中感情に微妙な影響を与えた」と、中国の司法制度の問題点を指摘した。
産経新聞4月3日の社説「主張」は「中国の裁判制度も世界を納得させるものに変わるには、言論の検閲やチベットの人権問題と同様、一党独裁体制の劇的転換しかないだろう」と述べ、同じく産経新聞のニュースサイトで櫻井よしこは麻薬犯罪は憎むべきものだとしたうえで、「首相は中国には中国の法律がある、それを尊重すべきだと語っている。たしかにひとつの理屈である。
だが、法律だからといって中国政府の定めた法律に日本国政府が無条件に従ってよいものか。」と尖閣諸島問題や中国の人権問題などを引き合いに出し、中国国内法に対する不満を露にしている。
なお毎日新聞の伊藤正志は産経新聞の「主張」に対し「司法の問題であり、政治がテーマではない。だが、産経の中国観の突出ぶりが目立った」と指摘している。

## 問題の背景

### 中国における薬物犯罪と死刑
中華人民共和国刑法は、人命が損なわれない犯罪に対しても「社会的影響を与える」場合には、死刑を幅広く規定しており、そのひとつに麻薬犯罪がある（中国の刑法典では麻薬を包括的に定義しており、大麻や覚醒剤等も「麻薬」に含まれる）。麻薬の密輸に関しては、アヘン1キログラム以上 もしくはヘロイン・覚醒剤50グラム以上を密輸した場合（麻薬犯罪集団の首謀者の場合は、麻薬の量と関係なく）、「懲役15年、無期懲役または死刑」と規定されている。また密売や密造も同様に最高刑は死刑である。
薬物犯罪に対する厳罰の理由として、中国司法関係者は、「麻薬犯罪はアヘン戦争の歴史がある中国で敏感なものだ。安易な判断で（量刑を軽くして）犯罪者に間違ったサインを送るわけにはいけないことを日本人も理解すべきだ」と主張している。
また前述の中国司法関係者によると、中国人が1キログラム以上の麻薬密輸に関与した場合「何のためらいもなく死刑を確定させる」という。なお密輸に関わるのは中国人だけではないため、今までに摘発された密輸犯の国籍は十数か国に及ぶ。2001年には麻薬密輸罪で韓国人に対し死刑が執行されている。
また、パキスタン系イギリス人男性が2007年9月にウルムチの空港に到着した際、スーツケースからヘロイン4キロが見つかり逮捕された。2008年10月に一審で死刑判決を受け、12月21日の最高人民法院（最高裁）で刑が確定、同月中に刑が執行された。国際的には麻薬犯罪で最高刑で死刑が規定されているのは中国を含むアジア16ヶ国である。
なお、中国の死刑執行であるが、殺人犯のような「凶悪犯」の場合、死刑判決確定後迅速に執行されるが、薬物犯罪の場合には組織犯罪であることが多いため、「捜査の必要性」から死刑執行に2年から5年の猶予があるという。そのため今回死刑が執行された4人に確定から執行まで猶予期間があったのはこのためであるといえる。
また今回死刑が執行された4人は中国東北部で拘束されたが、いずれも北朝鮮製の覚醒剤を取り扱っていたと見られている。中国人民解放軍の関係者によれば、これら北朝鮮製の覚醒剤で中国に密輸される9割は北朝鮮の朝鮮人民軍が関与しており、同国軍には覚醒剤製造を任務とする部隊すら存在するという。いわば、中国の捜査当局は中国国内の麻薬汚染が無視できなくなってきたことから、「友好国」である北朝鮮からの麻薬密輸ルートの摘発を強化し、さらに死刑による威嚇で押さえ込もうと懸命になっていたというわけである。

### 中国の司法制度
日本において麻薬犯罪で死刑というのは厳しすぎるという日本人が多かったという指摘があるが、日本で今回の死刑に対して疑問とされた点に中国の司法制度がある。最初に死刑が執行されたAは犯行事実を認めたうえで「いい加減な取調べや裁判で死刑になるのはたまらない」と主張している。
Aによれば、中国人通訳の正確性が悪く自白調書が正確に作成されたか疑問であるし、中国の裁判制度は二審制であるが、一・二審とも初公判から数ヶ月していきなり判決公判が開かれたとしており、被告人としての主張を訴える場がなかったと主張している。
この中国の司法制度の不透明さは以前から指摘されており、中国では刑事裁判の法廷が原則として非公開であり、また起訴状の内容や審理の様子も情報公開されることはないとされる。また司法制度が不透明なものであることから、死刑という重大な刑罰が下されているにもかかわらず、真実が十分に明らかにされない場合があるとされる。実際に中国政府は死刑執行数の実数を公表していない。

### 中国における薬物濫用者に対する処遇
2009年時点で、中国では薬物濫用者が検挙されるだけでも毎年100万以上いるが、中国の「麻薬禁止法」によれば、薬物使用者は刑事罰ではなく中毒治療が優先されるため、薬物中毒者は刑務所ではなく「戒毒所」とよばれる強制麻薬更生施設送りになるという。これは中国当局によれば「薬物使用者は違法行為者であるが、被害者でも病人でもある。国家が治療すべきであり、犯罪行為ではない」という政策がとられているためである。
このように薬物の密造、密売、密輸は最高刑は極刑に処せられるのに、薬物使用者は刑事罰ではなく一種の保安処分に処せられる。そのうえ、2008年に当局が拘束した薬物使用者は112万人にも及んだが、「戒毒所」送りになったのは26万人に過ぎず、86万人は最高15日以内の拘留と罰金2,000人民元という処分で終っている。なお、日本では薬物使用者は、覚醒剤取締法によれば10年以下の懲役に処せられる。
また、中国の著名歌手で2008年の北京オリンピックの聖火ランナーを務めた満文軍は、2009年5月19日に妻の誕生日に合わせて合成麻薬MDMAでパーティーを友人の芸能人を集めて開いていたところ当局に逮捕されたが、初犯という理由で拘留14日で釈放され、さらに20日後にはテレビ出演して謝罪するなど、日本では考えられないような「寛大」さであったという。
そのためか、日本で2009年8月に中国でも人気があった酒井法子が覚醒剤所持で逮捕された際には、中国の報道やネット上の書き込みは「日本の処罰 があまりにも厳しすぎる」と同情的であったという。

### 日本における死刑制度存置
龍谷大学の石塚伸一教授は「日本も死刑を存置している（“死刑廃止条約”こと市民的及び政治的権利に関する国際規約の第2選択議定書を批准していない）ことが、邦人（日本人）の生命が海外で奪われようとしている時に、政治的に大きな弱みになっている」と指摘している。死刑存置国である日本が、自国内で死刑を執行しておきながら、日本の国内法ではそぐわないからといって他国で日本人が処刑されるのを止めることは矛盾するというわけである。
なお、法務省は「日本国民の死刑制度存置の世論が多数」として刑罰の厳罰化を推進し、2006年から2009年にかけて35人の死刑を執行したが、過去10年間に比べ多かったことから国際社会から特異と見られ、国際連合の国際人権規約委員会の懸念や国連総会の死刑執行モラトリアムの決議が可決されたが、日本政府は「国内問題」として拒否した事実がある。
また、中国当局は日本の国民世論に配慮したためか、執行の事前告知や執行前の家族の面会を認めるなどの対応をしたが、日本の死刑囚の場合、死刑執行を知るのは執行日当日の朝で無論家族との最期の別れもできないことから、日本もこの機会に死刑制度や死刑囚の処遇について考えるきっかけにすべきだとの指摘もある。

## 備考
- 2020年現在、日本で死刑が確定している中国人は多摩市パチンコ店強盗殺人事件の犯人2名、春日部中国人夫婦殺人事件の犯人の計3人がいるが、いずれも情状酌量の余地がないと日本の最高裁も断じた殺人犯であり、中国における日本人死刑囚とは事情が異なっている。また2009年7月には川崎市で中国人6人を殺傷する事件を起こした主犯格の中国人に対し死刑が執行された。なお、この死刑執行は中国政府には事前に通告していなかったという[要出典]。2019年には福岡一家4人殺害事件の犯人の死刑が執行された。

- 日本では、薬物犯罪の最高刑は無期懲役及び罰金1,000万円であるが、適用されるのは「国際的密輸組織が首謀した大規模犯罪」の主犯であり、2010年3月には福岡県の事件で検察側がこの最高刑を求刑している[24] ほか、北朝鮮から200キログラムの覚醒剤を密輸した暴力団組員に無期懲役が確定している。ただし、日本の司法関係者によれば、日本では、本件で最初に死刑が執行されたAのような「末端の運び屋」の場合、「懲役7年から10年の間」が相場だという[25]。

- 外務省によれば東南アジアで麻薬犯罪で死刑判決が言い渡された日本人は数人いるが、いずれも減刑されたため死刑が執行された者はおらず、第二次世界大戦後、中国の例を除けば刑事事件で有罪になり死刑が執行された日本人はいないという[25][注 5]。

- 中国以外でも麻薬犯罪で死刑になる可能性が指摘されている日本人にマレーシアで拘束された人物がいるという[26]。この人物は2009年11月に4.7キログラムの覚醒剤を隠し持っていたとして麻薬密売目的所持の現行犯で逮捕されたが、有罪となれば同国では同罪は法定刑は死刑しか選択できないことから死刑は免れないという。同様にシンガポールなども中国同様麻薬犯罪は厳罰である。

- 2014年7月25日午前、麻薬密輸罪により氏名不詳の50歳代の日本人の男の死刑が遼寧省の大連市看守所にて執行された[27][28]。 1972年の日中国交正常化後、中国において死刑を執行され日本人は5人目となる。

- 2010年の事例同様、執行数日前に中国側から日本側に事前告知があり、執行前日に家族が面会した。2009年7月下旬、大連空港から日本行き飛行機に乗り覚醒剤を密輸しようとした当時40歳代の日本人の男が税関にて逮捕され、この男に大連市内で覚醒剤を渡した当時40歳代の日本人の男も同市内のホテルで拘束された。両名のうちどちらが主犯格とされたのかについては不明。いずれも「末端の運び屋」と見られるが、容疑者の氏名、事件の内容、裁判経過等については詳細が明らかになっていない。

- 2012年12月、大連市中級人民法院にて両名とも死刑判決。両被告とも控訴したものの2013年8月、大連市省高級人民法院にて棄却。両名とも死刑判決が確定した。死刑確定に際して日本側は外交ルートを通じて「わが国の国民感情や邦人保護の観点から、本件を含む中国における日本人に対する死刑判決について、高い関心を有している」旨中国側に伝達し、「執行した」との中国側の通告に対しても改めて「国民感情の観点から日本人に対する死刑判決には高い関心を持っている」と伝えた。死刑は主犯格とされた男に対して執行されたようであるが、片方の被告は執行猶予付き死刑判決となっているものと見られ、同時に執行されなかった。また従犯と見られる日本人男も両名が逮捕される前に逮捕されているが、死刑判決は受けておらず、詳細は不明。

- 2015年6月下旬、覚醒剤を売買したとして死刑判決が確定していた氏名不詳の日本人の死刑が広東省の広州市にて執行された。日中国交正常化後、中国において死刑を執行され日本人は6人目となる。2010年・2014年の事例同様、執行数日前に中国側から日本側に事前告知があった。6月中旬に広州の裁判所から広州日本総領事館に刑執行の事前連絡があり、北京日本大使館は中国外務省に「高い関心」を伝えた。死刑を執行された日本人は2010年、広東省で覚醒剤約3キロを売買したとして他の日本人と共に拘束され、2013年に死刑判決が確定していた。薬物の売人らと見られるが、容疑者の氏名、事件の内容、裁判経過等については詳細が明らかになっていない。中国では覚醒剤密輸・売買等の犯罪については50グラム以上であれは中国国民・外国人を問わず極刑に処している[要出典]。

- 2015年7月現在、中国において薬物犯罪を問われ拘束・服役している日本人は43人おり、うち元愛知県稲沢市議会議員（無期懲役刑が確定）ら半数以上が広東省の警察・司法当局に拘束されている。43人のうち執行猶予付きの死刑判決を受けた者が1名（2014年7月に死刑を執行された上記の日本人の共犯）いる[要出典]。